# Samuel William Taber
Samuel William Taber (1780-1813) fue un comerciante estadounidense que proyectó la construcción de un submarino para los revolucionarios argentinos en su lucha contra los realistas de Montevideo.

## Biografía
Taber nació en 1780 en Nueva York. Era sobrino de una familia de prósperos comerciantes de esa ciudad, los Robinson, y se dedicó también a esa actividad.
En agosto de 1810 partió de Cádiz rumbo a Montevideo con cartas de recomendación para importantes comerciantes de esa ciudad.
No obstante, nunca se presentó ante sus destinatarios y pasó a Buenos Aires a fines de diciembre de ese año. De ideas liberales, no tardó en tomar contacto con los miembros del gobierno revolucionario, en ese momento la llamada Junta Grande.

### El bloqueo

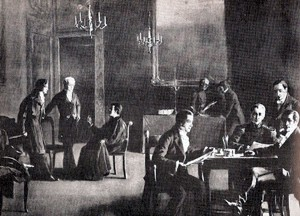
La Primera Junta. Óleo de Julio Vila y Prades.

El 13 de agosto de 1810 se habían roto oficialmente las relaciones entre la Junta y el gobierno de Montevideo, con acusaciones cruzadas de deslealtad e independencia. Ambos gobiernos declararon el bloqueo del puerto adversario, aunque sólo los realistas contaban con una flota capaz de garantizarlo. 
El primer bloqueo de Buenos Aires  fue declarado efectivo a partir del día 3 de septiembre y los buques realistas se presentaron el día 10. No obstante haber sido levantado a raíz de las presiones británicas transmitidas por el capitán Roberto Ramsay de la HMS Mistletoe, la flotilla de Montevideo mantenía el dominio del mar y constituía una amenaza para la revolución y las poblaciones del litoral del Paraná y del Uruguay. 

### La máquina submarina
En Buenos Aires, Taber presentó a la Junta el plano de una máquina submarina, una especie de tortuga marina, de madera, con un taladro montado en la proa, apto para perforar, bajo el agua, los cascos de esas naves.
La Junta comisionó a su presidente Cornelio Saavedra y al vocal Miguel de Azcuénaga para estudiar la novedosa propuesta y, ante el informe favorable, acordó ejecutar el proyecto. 
El gobierno ofreció un adelanto a Taber para la fabricación del submarino pero eso lo rechazó, haciéndose cargo con su peculio de los gastos. A mediados de enero de 1811 Francisco Javier de Elío regresó a Montevideo con el nombramiento de Virrey y declaró a esa ciudad capital del virreinato el 19 de enero de 1811. 

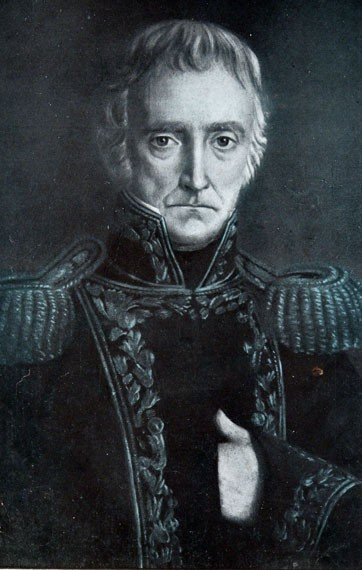
Cornelio Saavedra
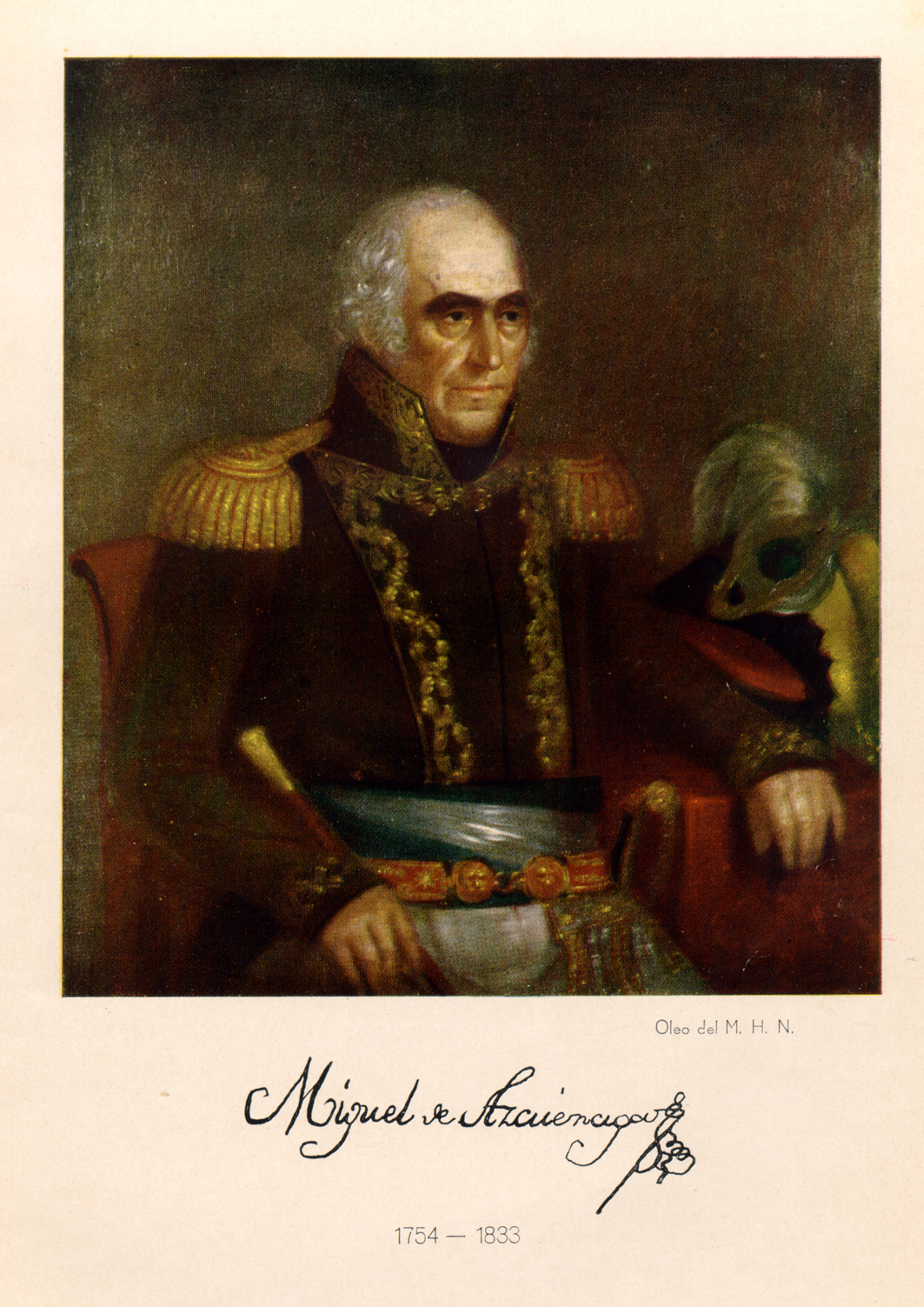
Miguel Azcuénaga
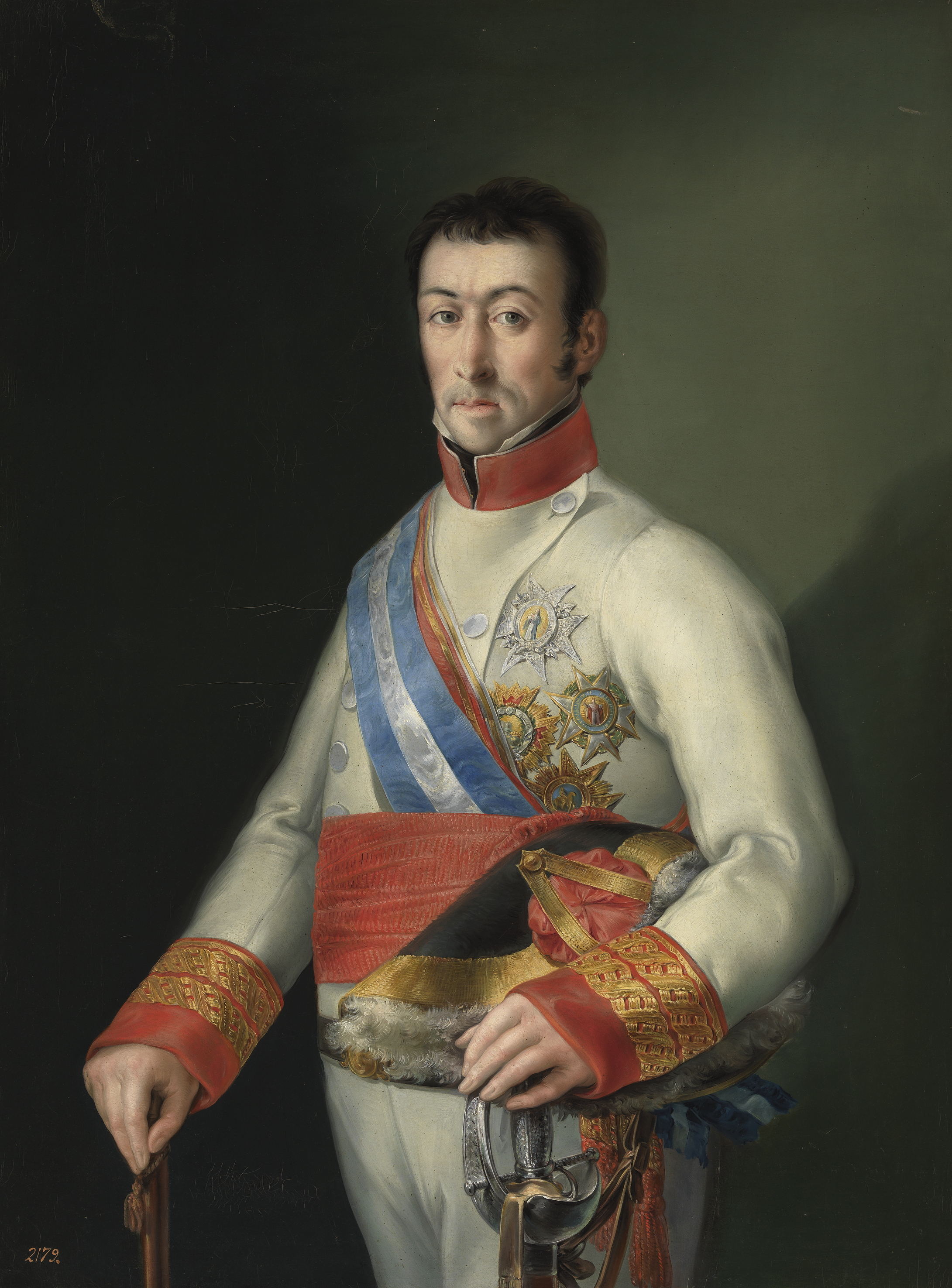
Francisco Javier Elío

La Junta alarmada por la situación resolvió solicitar a Taber que efectuara tareas de espionaje en Montevideo. El estadounidense aceptó y tras desplazarse a la ciudad enemiga suministró informes exactos sobre el estado de la plaza, sus fuerzas efectivas, recursos y planes. A comienzos de marzo ante noticias de que se restablecería el bloqueo, Taber recibió instrucciones de la Junta de abandonar urgentemente el territorio realista, para lo cual adquirió en el puerto un bote. 
El 8 de marzo cuando abandonaba la bahía acompañado con dos capitanes y dos tenientes desertores de la guarnición española y el ingeniero Angel de Monasterio, matemático de profesión, fue capturado por un bote español. 
Fue detenido, encadenado y encerrado, mientras se sustanciaba un proceso por el soborno de los oficiales desertores. El gobierno acordó liberarlo con una multa de dos mil pesos fuertes a condición de que abandonara el territorio. El 25 de mayo de 1811 se decretaba su libertad tras el pago de una fianza por Francisco Díaz. El 9 de agosto, de acuerdo a lo ordenado, solicitó y consiguió pasaporte hasta Río de Janeiro, como escala para Estados Unidos.

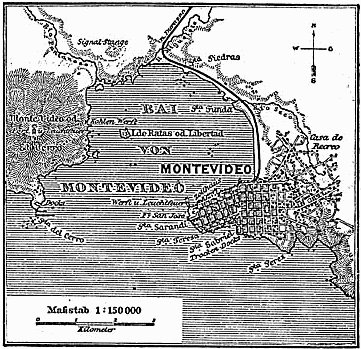
Plano de Montevideo, 1888
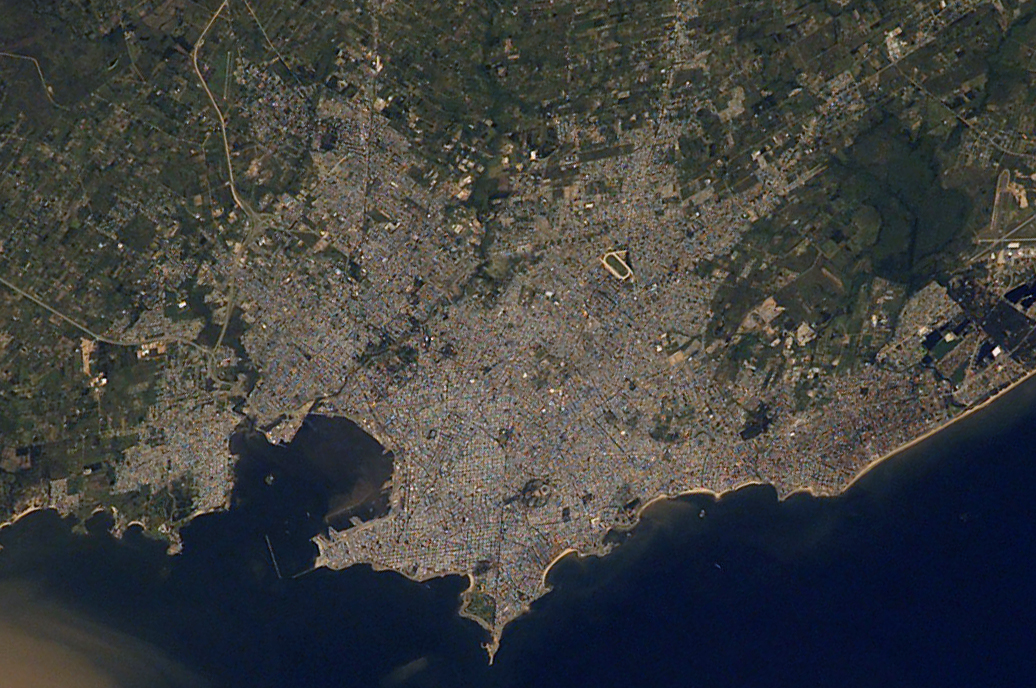
Imagen satelital de Montevideo

### Capitán de artillería
No obstante, de Río volvió a Buenos Aires. El 10 de septiembre informaba a la Junta lo sucedido y afirmaba: 

"... Las afligentes privaciones y positivos padecimientos que me ha inferido tan dolorosa prisión, la pérdida de mis intereses e inminente peligro de mi vida, no han sido capaces, ni lo serán en lo sucesivo, de disminuir en un ápice la decidida adhesión con la que, desde mi arribo a esta capital, me suscribí gustosísimo en el número de sus más valientes defensores. Penetrado de la justa y sagrada causa que se propugna, presintiendo en ella cifrada la humanidad y felicidad de la generación presente y futura, he creído que la pérdida de intereses y aún de la vida son bienes de poca consideración, en cotejo de los inapreciables objetos que se propone la presente constitución. Consiguiente a estos sentimientos, ofrezco de nuevo trasladarme a la Banda Oriental y echar a pique con la enunciada máquina la fragata de guerra y el bergantín que sirve de depósito para la pólvora; igualmente, ofrezco presentar un plan de ataque que al paso que asegure la posesión de la plaza, consulte la menor efusión de sangre, empeñando mi palabra de que seré el primero que me presentaré entre los bravos que deben ejecutarlo..."
Memorial de William Taber a la Junta Grande, en Carranza, obra citada, página 132.

La Junta en "...atención a los distinguidos servicios y sacrificios del suplicante" el 14 de septiembre mandaba librar a su favor el despacho de capitán de artillería del ejército de la Banda Oriental, el cual Taber aceptó sólo ad-honorem.

### El fin del proyecto

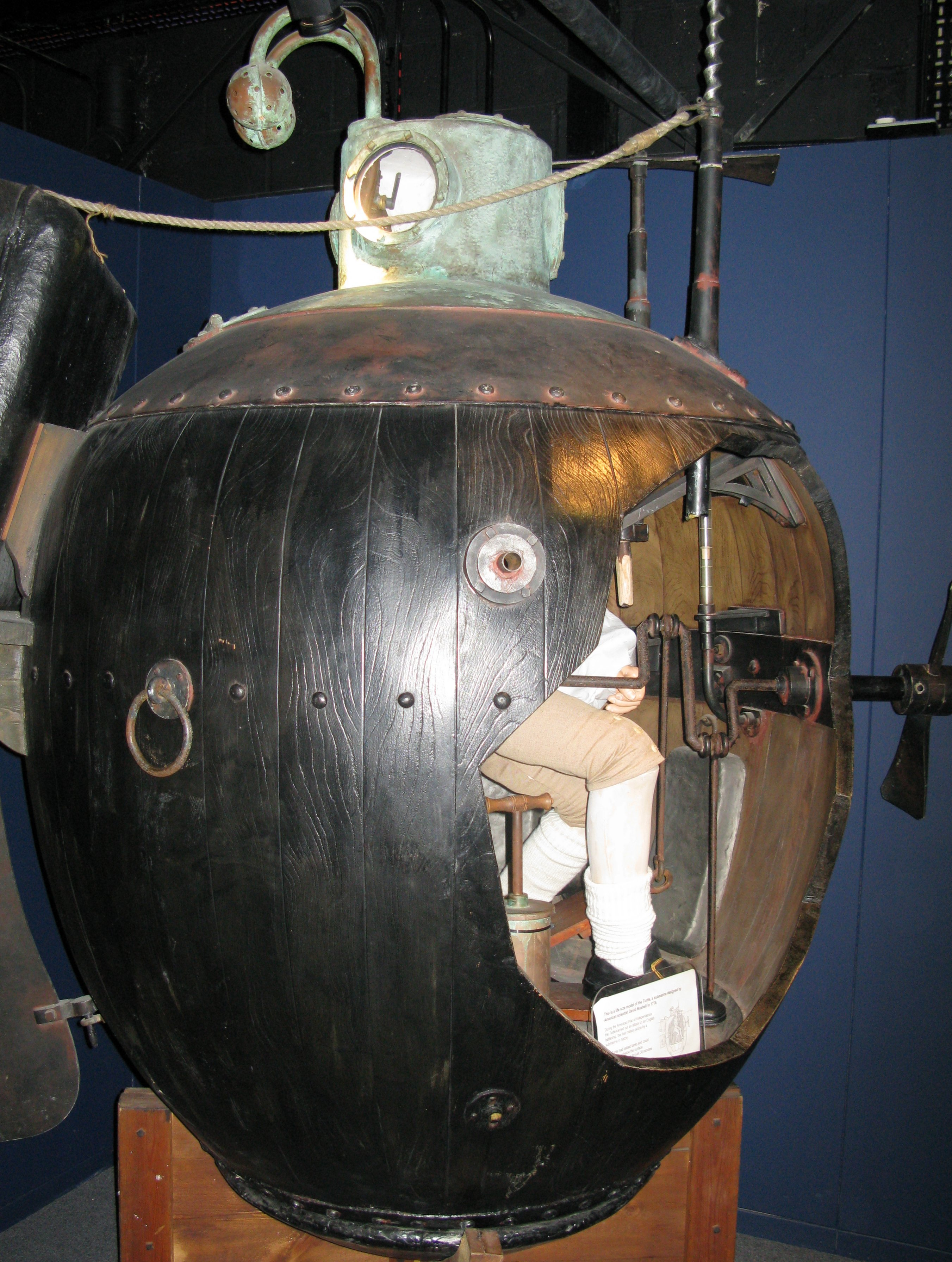
Réplica del Turtle, primer submarino usado en combate, 1776.

La máquina estuvo lista rápidamente. Pero la situación política cambiaba con igual celeridad. El 23 de septiembre de 1811 caía la Junta Grande y asumía el poder ejecutivo el Primer Triunvirato. La situación en esos momentos era grave y el nuevo gobierno de Buenos Aires en un repliegue de la revolución se preparaba para abandonar el norte del país y firmar un armisticio con el sitiado Elío que entregaba al dominio español la Banda Oriental y las villas entrerrianas de Gualeguaychú, Gualeguay y Concepción del Uruguay.
En ese nuevo escenario, el 11 de octubre Taber solicitó la autorización y medios para transportar la máquina en secreto a la Ensenada de Barragán para efectuar en su puerto los primeros ensayos. 
El Triunvirato aceptó en principio lo requerido pero a instancias del líder del mismo, el secretario Bernardino Rivadavia se ordenó a Pedro Pablo Torres una inspección previa.
Es la última noticia histórica de la máquina submarina. Se desconoce si las pruebas se efectuaron y en ese caso si fueron exitosas. El armisticio se firmó pocos días después de la solicitud de Taber, el 20 de octubre de 1811, por lo que es muy probable que la inspección previa fuera sólo un primer paso para desarmar el proyecto.
Un año después, el Primer Triunvirato caía. El nuevo gobierno, el Segundo Triunvirato, retomó el impulso independentista. En ese año de 1812, Taber es enviado en misión secreta a Chile. No obstante su aporte a la revolución se encontraba cercano al fin. Ya en Buenos Aires, el 8 de noviembre de 1813 Samuel William Taber moría en una estancia cercana a la ciudad, a los 33 años de edad, tras legar sus bienes a la causa de la Independencia.